# 金銀島傳奇
《金銀島傳奇》（英語：The Legends of Treasure Island）是1993年首播的英國電視動畫，有兩季共26集，每集22至25分鐘。劇集大致改編自羅伯特·路易斯·史蒂文森的小說《金銀島》，不過其角色均以擬人化動物呈現。它以神秘而黑暗的故事情節為特色，融合了魔法和許多新角色。

## 外部連結
- The series description at Toonhound （页面存档备份，存于）
- 互联网电影数据库（IMDb）上《The Legends of Treasure Island》的资料（英文）